# Ruchheim
Ruchheim ist ein Stadtteil und zugleich einer der zehn Ortsbezirke der kreisfreien Stadt Ludwigshafen am Rhein in Rheinland-Pfalz.

## Geographie

### Lage

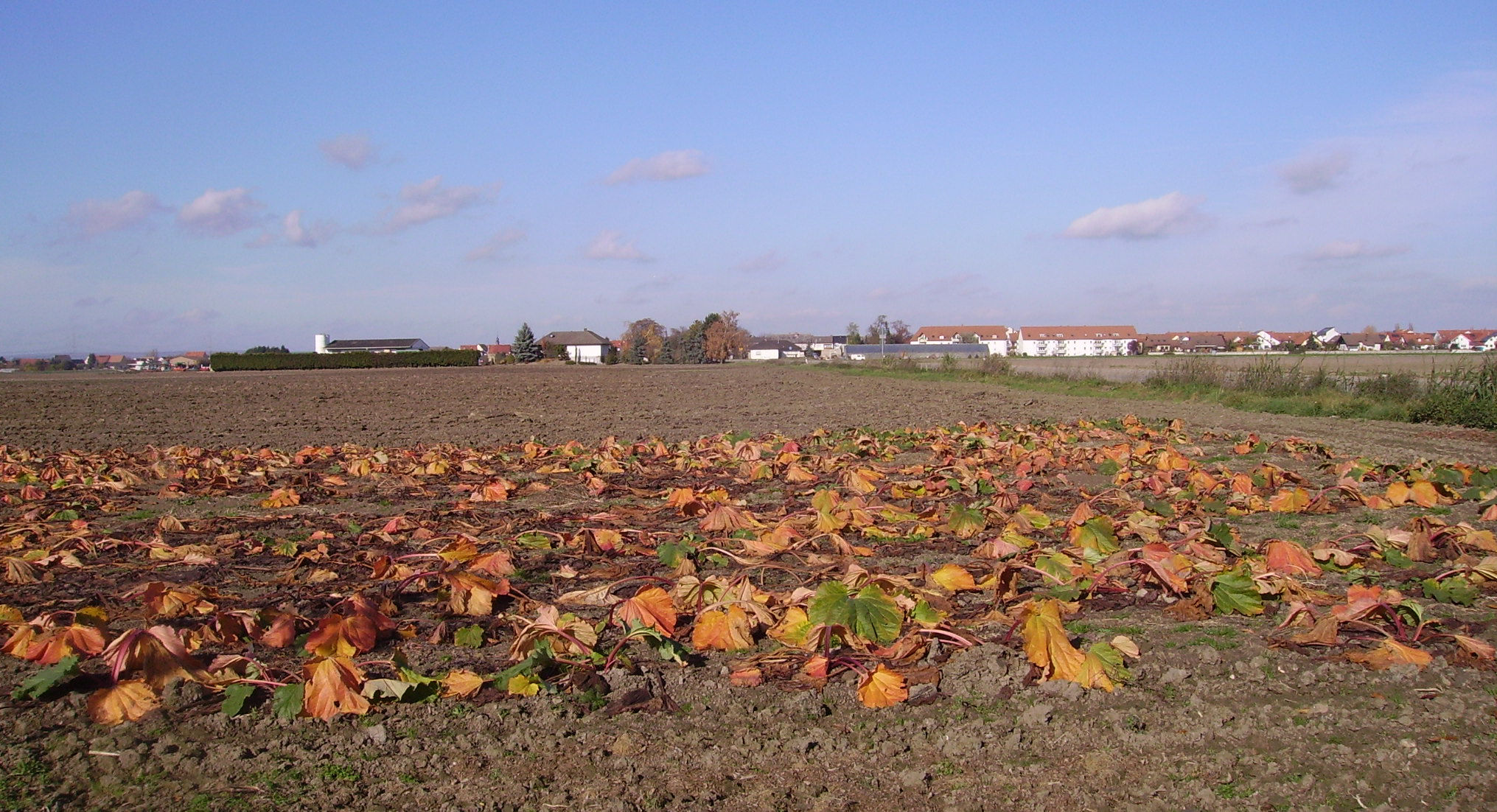
Ruchheim von Süden

Ruchheim liegt etwa neun Kilometer westlich vom Stadtkern und kann über die Autobahn erreicht werden. Der Ort liegt in einer Niederterrasse der Rheinebene und weist nur geringe Höhenunterschiede auf. Die Höhenlage schwankt lediglich zwischen 94 und 95 Meter über NN. Dadurch ist auch der Grundwasserspiegel sehr hoch. Das führte dazu, dass früher die meisten Häuser ohne Keller gebaut wurden. Auch der Friedhof war ohne Auffüllung kaum benutzbar und wurde daher um etwa einen Meter erhöht. Andererseits bietet diese Lage günstige Bedingungen für die Beregnung der Felder und damit den Gemüseanbau.
Die 929 Hektar große Gemarkung grenzt im Norden an die Gemeinden Maxdorf und Eppstein, im Westen an Fußgönheim und im Süden an Mutterstadt (alle Rhein-Pfalz-Kreis). Im Osten liegt der Ludwigshafener Stadtteil Oggersheim.

### Klima
Ruchheim liegt in der Oberrheinischen Tiefebene, die durch den Odenwald vor kalten Ostwinden und durch den Pfälzerwald vor stürmischen Westwinden geschützt ist. Deshalb wehen hier hauptsächlich Winde aus Norden und Süden. Am häufigsten sind die Winde aus Südwesten. Dadurch gehört die Gegend zu den regenärmsten Regionen in Deutschland. Die mittlere Jahrestemperatur liegt bei etwa 10 °C.
Durch die Lage westlich von Ludwigshafen bleibt Ruchheim von den Industrieabgasen der Stadt Ludwigshafen weitgehend verschont. So sagt auch ein alter Spruch:
„Zwei Stunden vom Gebirg und zwei Stunden vom Rhein ist gut sein.“

## Geschichte

Gedenktafel am Gemeinschaftshaus

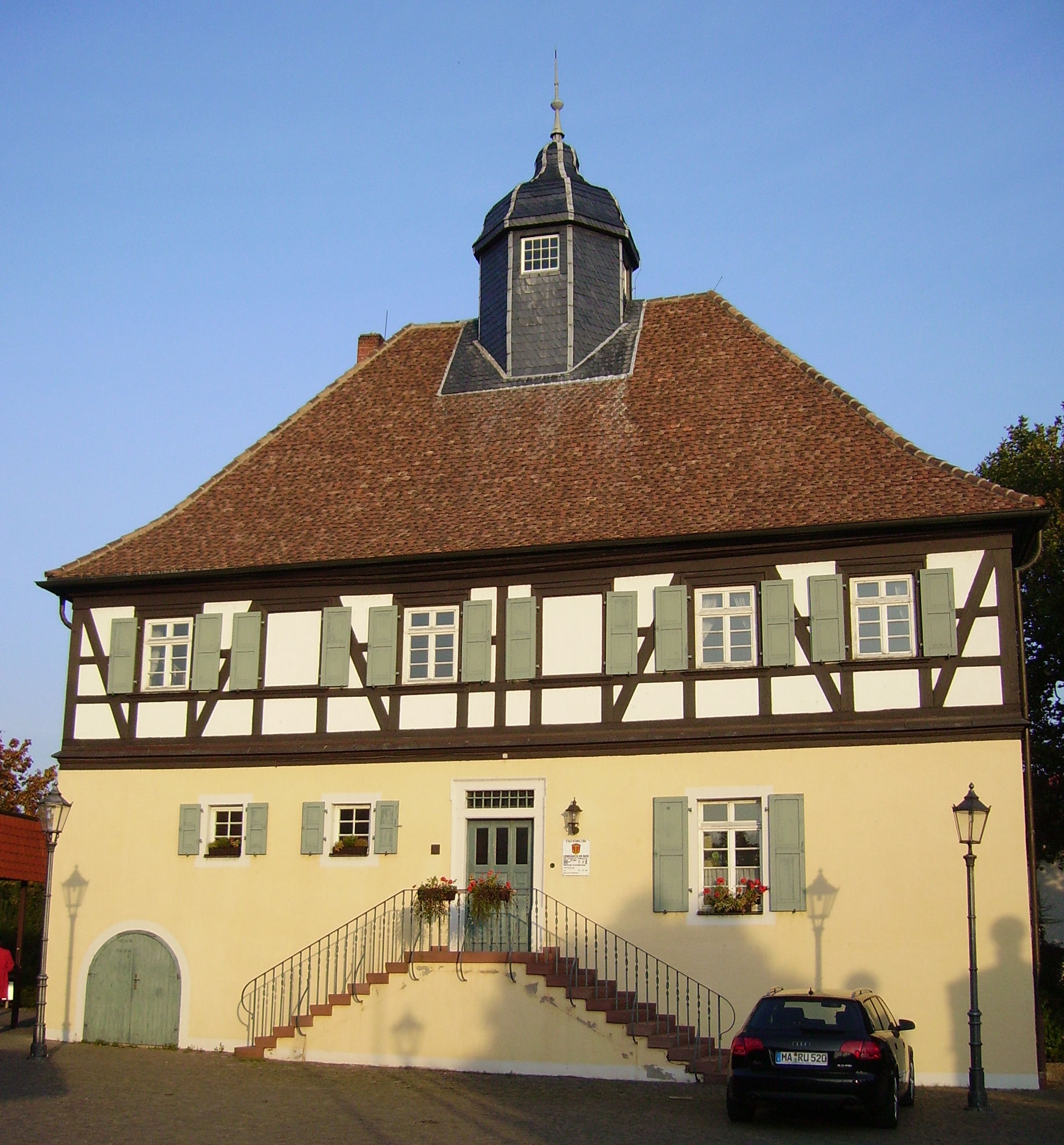
Schloss

Ruchheim wurde bereits im Jahr 771 im Lorscher Codex anlässlich einer Schenkung erstmals urkundlich erwähnt.
Im Jahr 1700 wurde Ruchheim an die aus Basel stammende Familie von Russicon verkauft. Diese baute das Wasserschloss zu einer barocken Schlossanlage um, von der noch das Wohnhaus und Teile der Umfassungsmauer erhalten sind. 1737 wurde Ruchheim von Jakob Tillmann von Hallberg, dem Herrn des benachbarten Fußgönheim, erworben.
Am 16. März 1974 wurde Ruchheim nach Ludwigshafen eingemeindet. Der Ort hatte damals 2409 Einwohner. Mittlerweile ist er auf ca. 5800 Einwohner angewachsen.
Die Geschichte Ruchheims ist auch an einer Gedenktafel am Gemeinschaftshaus zusammengefasst.

### Name
Der älteste überlieferte Namen Ruchheims findet sich im Lorscher Codex in der Form Richinisheim, was so viel wie Heim des Richin bedeuten soll. Der Name Richinesheim taucht im Jahr 895 in einer Urkunde des Klosters Weißenburg auf. In einer Urkunde des gleichen Klosters aus dem 10. Jahrhundert heißt es dann Ruochheim (Heim des Ruoch). Im Jahr 1271 wird der Ortsname mit Rucheim wiedergegeben. Ab 1600 findet sich dann zum ersten Mal die heutige Schreibweise Ruchheim. Allerdings wird der Name noch 1836 vereinzelt Rugheim geschrieben.
Zur Schreibweise des Namens gibt es eine gerne erzählte Anekdote aus dem Jahr 1972, in dem der SPD-Ortsverein im Saal Zum Schwanen sein 70. Gründungsfest feierte. Auf der Bühne stand in großen roten Styroporbuchstaben:
„70 Jahre SPD Ruchheim“
Da kam der Hauswirt Kurt Gerhardt in den Saal und schimpfte:
„Was habt dann Ihr g'schafft? Seit wann schreibt mer dann Ruchem mit zwä 'h'?“
Die Frage stürzte die ganze Versammlung in Verwirrung und alle Genossen fingen an zu buchstabieren. Keiner war sich mehr sicher, wie der Ortsname richtig geschrieben würde. So griffen sie zum Telefonbuch und stellten erleichtert fest, dass sie Ruchheim doch richtig geschrieben hatten.

## Kultur

### Sehenswürdigkeiten

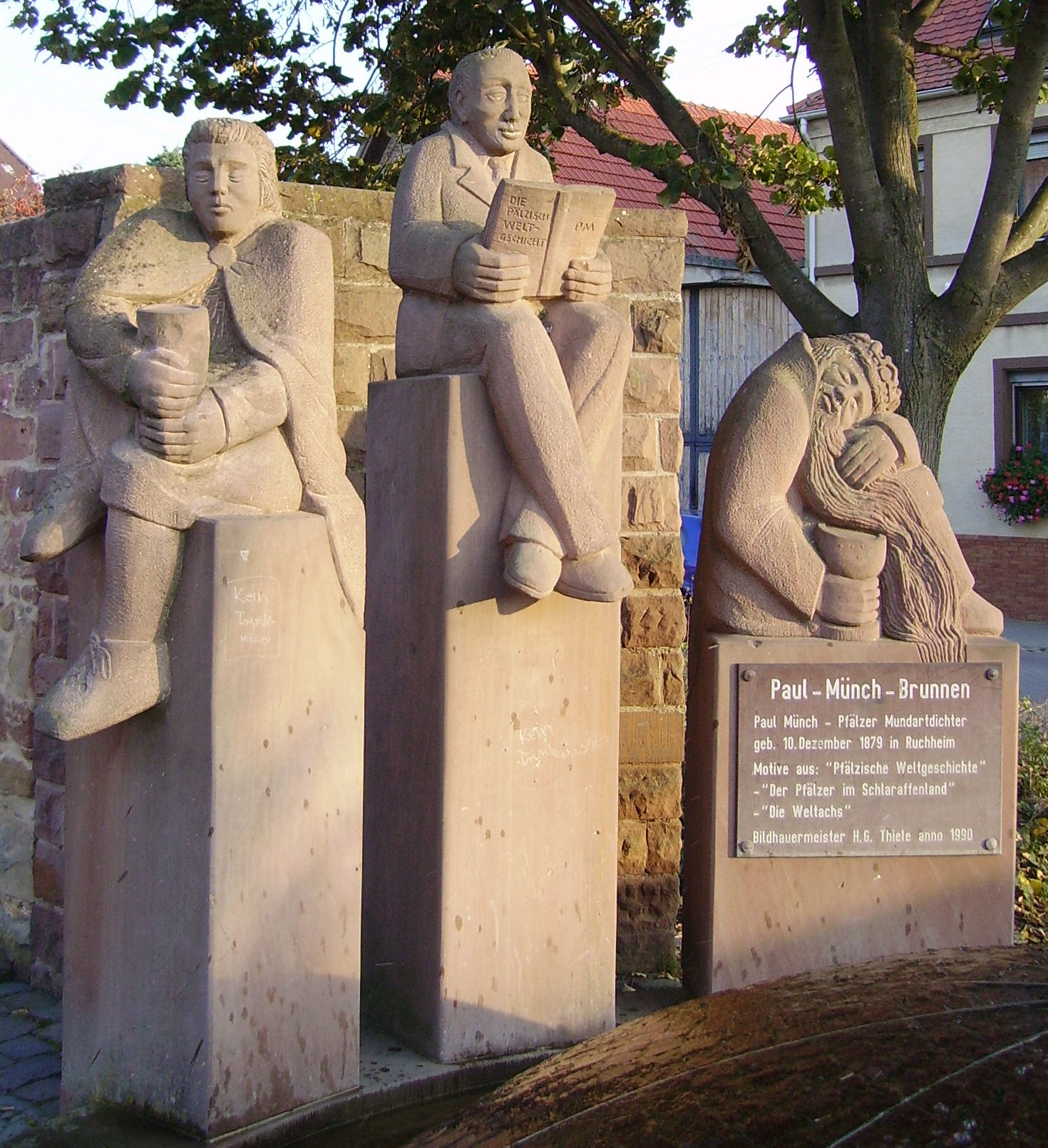
Brunnen mit Paul Münch

Vor dem Schloss steht ein Brunnen, der an den 1879 in Ruchheim geborenen Mundartdichter Paul Münch erinnert.

### Schule
In der Astrid-Lindgren-Grundschule werden etwa 220 Kinder in neun Klassen bis zur 4. Klassenstufe unterrichtet.

### Kindertagesstätten
Die zwei Kindertagesstätten in Ruchheim haben Platz für insgesamt 215 Kinder.

## Religion
In Ruchheim gibt es eine katholische und eine protestantische Kirchengemeinde. Außerdem bestand von 1850 bis 1940 eine selbständige jüdische Gemeinde, die eine Synagoge besaß.

## Politik

### Ortsbeirat
Politisches Gremium für den Ortsbezirk ist der Ortsbeirat Ruchheim und der Ortsvorsteher. Der Ortsbeirat hat sieben Mitglieder. Er ist zu allen wichtigen, den Ortsbezirk betreffenden Fragen zu hören.
Zur Zusammensetzung des Ortsbeirats siehe die Ergebnisse der Kommunalwahlen in Ludwigshafen am Rhein.

### Ortsvorsteher
Ortsvorsteher von Ruchheim ist Dennis Schmidt (CDU). Er setzte sich bei einer Stichwahl am 16. Juni 2019 mit einem Stimmenanteil von 54,51 % gegen die bisherige Amtsinhaberin Heike Scharfenberger (SPD) durch. Diese Wahl war notwendig geworden, nachdem bei der Kommunalwahl am 26. Mai 2019 keiner der ursprünglich vier Bewerber die notwendige Mehrheit erreicht hatte. Bei der Kommunalwahl am 9. Juni 2024 setzte sich Schmidt mit einem Stimmenanteil von 78,5 % gegen einen Mitbewerber durch und wurde damit für weitere fünf Jahre in seinem Amt bestätigt.

## Vereine
Der Gesangverein 1862 Ruchheim ist ein Männerchor, der 1862 gegründet wurde und damit zu den ältesten Chören Ludwigshafens und des Rhein-Pfalz-Kreises gehört. Die Chorgemeinschaft Ruchheim 1975 ist ein gemischter Chor, der 1975 gegründet wurde.

### Sportvereine
Zu den bedeutenden Vereinen in Ruchheim zählen der SVR (Sportverein-Ruchheim 1925 e. V. / Fußball-Landesliga Ost) und der mitgliederstärkere TVR (Turnverein-Ruchheim).

## Wirtschaft und Verkehr
Durch Ruchheim führt die Rhein-Haardtbahn und eine Buslinie der Rhein-Neckar-Verkehr GmbH (RNV). Außerdem liegt der Ort in der Nähe der Bundesautobahn 650, Bundesautobahn 61 und der Bundesstraße 9.
Ruchheim hat einen Reiterhof. Der Leuchtfeuerhof in Ruchheim entstand 2005 auf dem Gelände eines ehemaligen Gemüsebaubetriebes und ist einer von 14 landwirtschaftlichen Vollerwerbsbetrieben dieses Stadtteils von Ludwigshafen am Rhein. Seinen Namen erhielt er in Anlehnung an ein Zitat des in Ludwigshafen geborenen Philosophen Ernst Bloch, der seine Heimatstadt als eine der ersten Seestädte des Binnenlandes beschrieb, die als solche eine Leuchtfeuerfunktion ausübten. Bekannt ist der Leuchtfeuerhof in der Metropolregion Rhein-Neckar als Pferdebetrieb, hier vor allem als Reitschule.

## Söhne und Töchter des Ortes
- Ernst Münch (1876–1946), Forstwissenschaftler
- Paul Münch (1879–1951), Mundartdichter